# Rodolfo Melloni
Rodolfo Melloni (Firenze, 21 settembre 1914 – Firenze, 27 settembre 1979) è stato un dirigente sportivo italiano.
Dal dicembre 1977 al settembre 1979, quando morì per un attacco cardiaco, fu presidente della Fiorentina; proprietario di quella società era tuttavia Ugolino Ugolini.